# Ixobrychus sinensis
Il tarabusino cinese (Ixobrychus sinensis J.F. Gmelin, 1789) è un uccello della famiglia degli Ardeidi.

## Descrizione
È un airone di media taglia, lungo 30–40 cm e con una apertura alare di 45–53 cm.

## Biologia
Si nutre principalmente di insetti acquatici e delle loro larve (p.es. Diptera spp., Libellulidae spp., Coenagrionidae spp., Belostomatidae spp.) e occasionalmente cattura anche piccoli pesci.

## Distribuzione e habitat
Questa specie ha un ampio areale che si estende in Bangladesh, Brunei, Cambogia, Cina, Corea, Guam, India, Indonesia, Giappone, Filippine, Laos,  Malaysia, Maldive, Isole Marianne Settentrionali, Micronesia, Myanmar, Nepal, Oman, Pakistan, Palau, Papua Nuova Guinea, Russia, Seychelles, Singapore, isole Salomone, Sri Lanka, Taiwan, Thailandia, Timor-Est, Vietnam.